# 山形観光アカデミー
山形観光アカデミー（やまがたかんこうアカデミー）は、山形県内観光関係者のための認定職業訓練による職業能力開発校である。山形県内の観光産業に関係する企業や団体で構成され、2010年3月現在の企業・団体数は69、業種は旅館、ホテル、交通、物品販売、製造、ドライブイン、レストラン、観光関係団体などである。

## 所在地
- 山形県山形市城南町一丁目1番1号

## 沿革
平成2年4月 - 設立

## 概要
会員企業の受講生のほか、個人や会員以外も受講できるは、会員企業の受講生は講座数及び受講者数の制限がない。会員以外の個人や講座を一回あたりでの受講者は1回あたりの受講料を収める仕組みとなっている。講座内容は、経営環境に関するトップセミナーと、「山形おもてなし人」接遇応対講座を山形会場と庄内会場にわけて開講している。

## 補助金不正受給
2008年08月17日付山形新聞によれば、山形観光アカデミーは2005と2006年度の2年間に山形県などからの補助金計159万円を不正に受給していたと発表し、不適正な受給分は県などに返還する方針を示した。これは補助金制度を誤解して申請していたもので、補助金は、出席率80％以上の受講者数を基に交付される制度を当時の事務局長が受講者の80％以上の出席数で申込者「全員」分について補助対象と誤解し補助金を申請していたが、出席率80％未満のものは補助金受給要件には該当しないためで専任職員の経理を2002年度まで実施していたのが、翌年から事務局長1人がすべての事務を処理する体制に変更したことが影響していた。2007年度途中での事務局長引き継ぎの際に不適切な事務処理を発見し是正したという。